# Interconnexions (semiconductors)

Vista de tall vertical d'un integrat CMOS sobre un substrat de silici i 5 capes de metal·lització BEOL.

En els circuits integrats (CI), les interconnexions són estructures que connecten elèctricament dos o més elements de circuit (com ara transistors). El disseny i la disposició de les interconnexions en un IC és vital per al seu bon funcionament, rendiment, eficiència energètica, fiabilitat i rendiment de fabricació. Les interconnexions del material depenen de molts factors. És necessària la compatibilitat química i mecànica amb el substrat semiconductor i el dielèctric entre els nivells d'interconnexió, en cas contrari es necessiten capes de barrera. En la fabricació, les interconnexions es formen durant el procés BEOL després de la fabricació dels transistors al substrat.

Procés simplificat de fabricació d'un inversor CMOS sobre substrat tipus p en microfabricació de semiconductors. Nota: els contactes de la porta, la font i el drenatge no es troben normalment al mateix pla en dispositius reals, i el diagrama pot ser a escala.

Les interconnexions es classifiquen com a interconnexions locals o globals en funció de la distància de propagació del senyal que sigui capaç de suportar. L'amplada i el gruix de la interconnexió, així com el material del qual està feta, són alguns dels factors significatius que determinen la distància que es pot propagar un senyal. Les interconnexions locals connecten elements del circuit que estan molt a prop, com ara transistors separats per una desena d'altres transistors disposats de manera contigu. Les interconnexions globals poden transmetre més, com per exemple a través de subcircuits de gran àrea. En conseqüència, les interconnexions locals es poden formar a partir de materials amb una resistivitat elèctrica relativament alta com el silici policristalí (de vegades silicicat per ampliar el seu rang) o el tungstè. Per ampliar la distància que pot assolir una interconnexió, es poden inserir diversos circuits com ara tampons o restauradors en diversos punts al llarg d'una interconnexió llarga.
En els circuits integrats de silici, el semiconductor més utilitzat en els circuits integrats, les primeres interconnexions es van fer d'alumini. L'alumini era un material ideal per a les interconnexions per la seva facilitat de deposició i bona adherència al silici i al diòxid de silici. Les interconnexions d'Al es dipositen mitjançant mètodes de deposició física de vapor o deposició de vapor químic. Originalment van ser modelats per gravat en humit, i més tard per diverses tècniques de gravat en sec.